# Aphanostoma bruscai
Aphanostoma bruscai är en plattmaskart som beskrevs av Hooge och Tyler 2003. Aphanostoma bruscai ingår i släktet Aphanostoma och familjen Isodiametridae. Inga underarter finns listade i Catalogue of Life.